# TEE Rheingold
Pour les articles homonymes, voir Rheingold.
 (août 2016).
Si vous disposez d'ouvrages ou d'articles de référence ou si vous connaissez des sites web de qualité traitant du thème abordé ici, merci de compléter l'article en donnant les références utiles à sa vérifiabilité et en les liant à la section « Notes et références ».

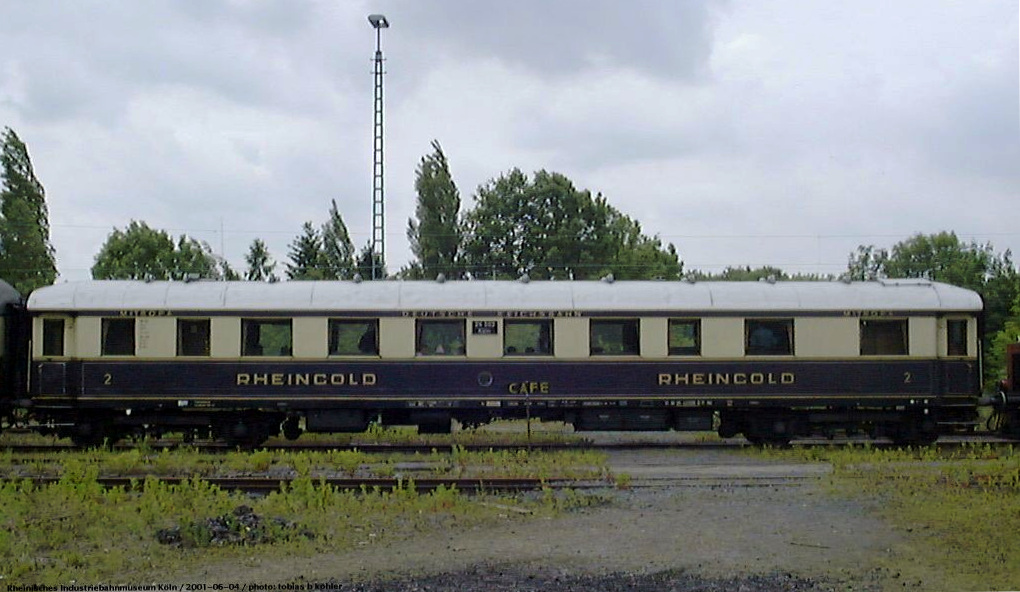
Voiture Rheingold de 1928.

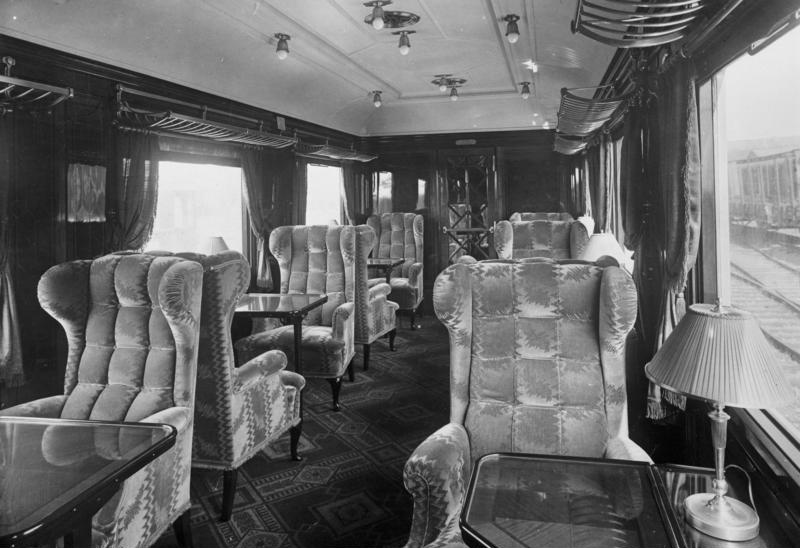
Voiture-salon de 1928.

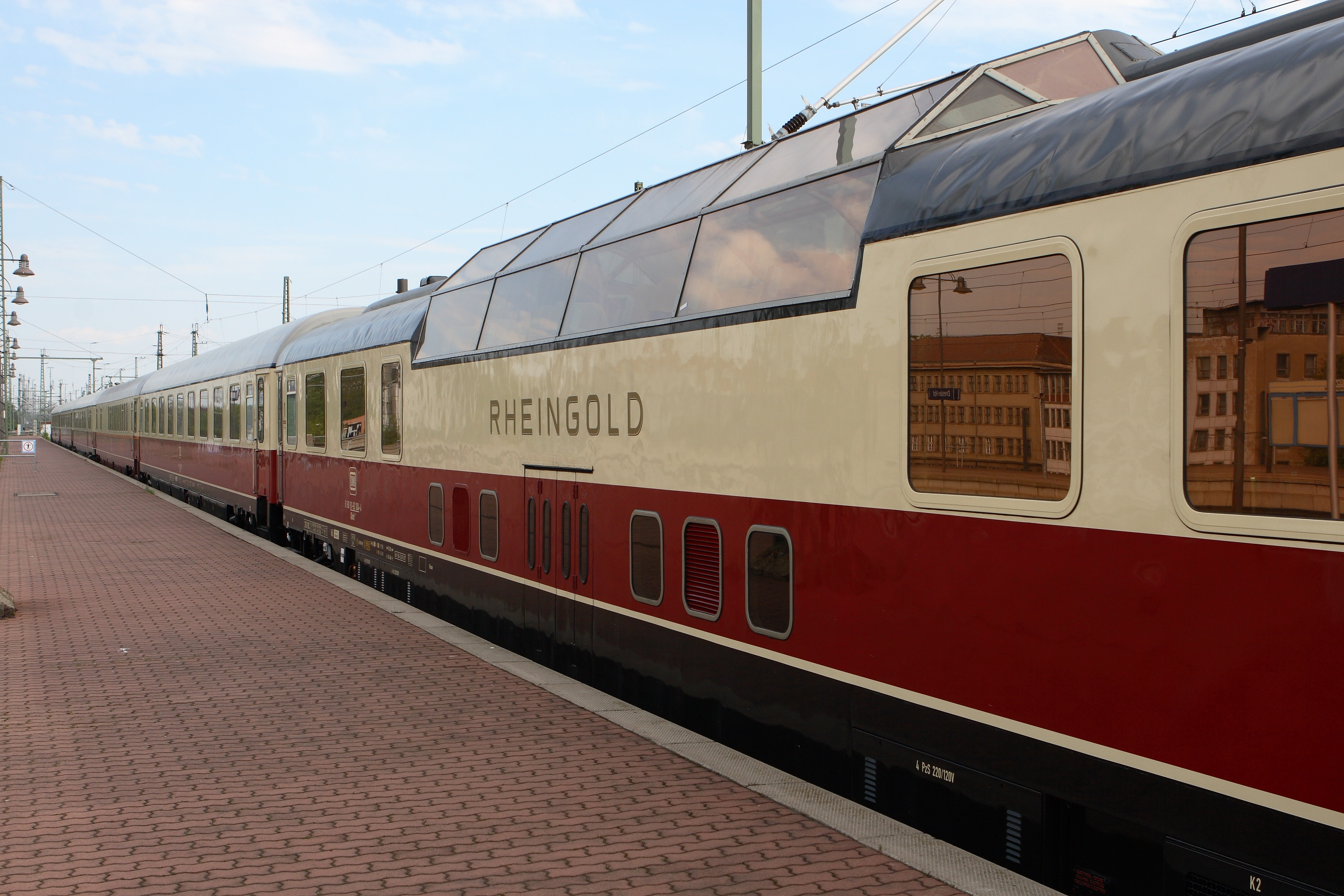
Voiture-dôme du TEE Rheingold.

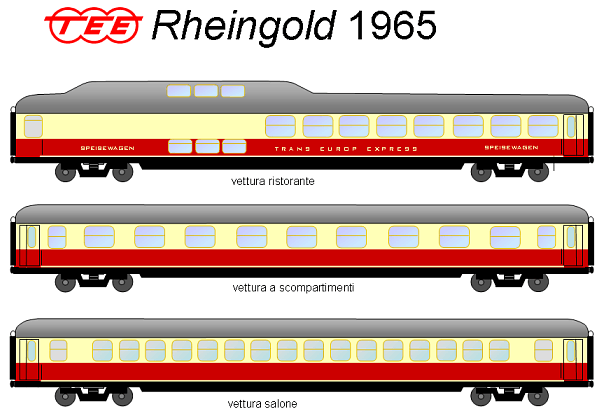
Voitures TEE Rheingold de 1965.

Le TEE Rheingold est un célèbre train qui assurait, à partir de 1928, la liaison entre la ville hollandaise de Hoek van Holland et la ville suisse de Bâle, en passant par l'Allemagne et le long du Rhin, sur une distance totale de 662 kilomètres. Meublé luxueusement, il tient son nom d'un opéra de Richard Wagner. Il est essentiellement actif dans l'entre-deux-guerres et reprend une partie de son service à partir des années 1950.

## Histoire
Alors que le fameux train de luxe, l'Orient-Express, reliait Londres et Paris à Istanbul, le chemin de fer impérial allemand s'inspira de ce célèbre train pour créer une relation entre la ville suisse de Bâle et la Mer du Nord. À train prestigieux, nom prestigieux : comme l’itinéraire traversait la mythique vallée du Rhin, son nom fut choisi en conséquence : Das Rheingold (en français : l'Or du Rhin). En outre, la légende de cet or donna aussi son nom à un opéra composé en 1869 par Richard Wagner.
Le Rheingold relia Amsterdam et Hoek van Holland à la cité rhénane pour la première fois en 1928. Le voyage inaugural, long de 662 kilomètres, dura onze heures et demie. Tracté par une majestueuse locomotive Pacific S 3/6 bavaroise, il n’était composé que de luxueuses voitures-salons de 1e et 2e classes, peintes en mauve et crème aux liserés d’or. Selon ces concepteurs, ce train était destiné au même succès que l’Orient-Express.
L’histoire en décida autrement. La défaite du Troisième Reich entraîna la suppression de la relation. L’Allemagne en ruine, personne ne songea à réintroduire un train de luxe, d’autant que plusieurs voitures-salons furent détruites par les bombardements alliés et les survivantes utilisées en service régulier, car désormais toute voiture de chemin de fer en état de rouler se trouva être une denrée rare.
Quelque vingt ans plus tard, une seconde chance s’offrit au Rheingold lorsque naquit en 1957 la grande saga ferroviaire des Trans-Europ-Express (TEE). Ces trains composés uniquement de voitures de première classe dont quelques voitures panoramiques parcoururent durant trois décennies tout l'ouest de l'Europe, décorés de leurs couleurs flamboyantes bordeaux et crème et portant des noms enchanteurs tels que L'Oiseau Bleu, L'Étoile du Nord, ou encore Catalan Talgo.

## Voitures Rheingold 1928
Le train Rheingold était constitué de voitures-salon de 1re et 2e classe avec et sans cuisine, en livrée violet et crème :
- 1928 : 10 voitures de 1re classe à 28 places ou 20 avec cuisine.
- 1928 : 10 voitures de 2e classe à 43 places ou 29 avec cuisine.
- 1928 : 3 fourgons
- 1929 : 6 voitures de 2e classe à 41 places ou 29 avec cuisine.

Deux voitures de 1re classe sont transformées en deuxième classe.
- Longueur : 23,50 m
- Vitesse maximale : 140 km/h

Ce matériel sera utilisé jusqu'en 1939.

## Voitures Rheingold 1951
Le service a été rétabli en 1951 sous forme de trains Rheingold-Express FD 163/164, puis F 163/164, F 9/10 et 21/22. La plupart des voitures ont survécu à la Seconde Guerre mondiale mais ont été repeintes et transformées en voitures-restaurant, Gesellschaftwagen, voitures longues distances (pour les trains F) ou courtes distances (Express D).
La liaison est assurée par des voitures à jupes (Bauart 39) peintes en bleu, et tractées par des machines à vapeur de prestige BR 01, BR 01.10, BR 03 et BR 03.10 ainsi que des BR 41 entre Cologne et Kaldenkirchen. 
En 1954 le service « Express » a été abandonné.

## Voitures Rheingold 1962
En 1962, le Rheingold devient une liaison entre la Suisse et les Pays-Bas reprenant la route d'avant-guerre. En 1965, il devient Trans Europ Express. D'abord en livrée bleu et ivoire et tiré par la nouvelle DB série E 10.12, il prend la livrée rouge et crème associée à l'imposante DB série 103. 
Quatre types de voitures ont été produits en 1962 :
- 10 voitures de première classe à neuf compartiments[1] ;
- 5 voitures à couloir central possédant 48 sièges et de petites fenêtres individuelles[2] ;
- 3 voitures panoramiques[3] ;
- 2 voitures-restaurants[4].

Une seconde série a été livrée l'année suivante, afin d'assurer en binôme la liaison Rheinpfeil :
- 12 voitures à compartiments ;
- 6 voitures à couloir central ;
- 2 voitures panoramiques ;
- 3 voitures-restaurants.

Les voitures-restaurants possédaient une disposition très particulière avec une section à deux étages servant de cuisine en haut et dont l’étage inférieur était muni de réfrigérateurs et d’une lave-vaisselle.
Les cinq voitures panoramiques AD4üm-62 équipées d'un dôme vitré offrent une vue hémisphérique à 22 passagers tandis qu'un bar est à leur disposition en partie inférieure. Ces voitures emblématiques ont eu une carrière chaotique. Retirées du service en 1976 (comme leurs homologues restaurant), elles sont passées de mains en mains, pour être affrétées par diverses compagnies privées.
Les voitures à compartiments et à couloir central seront reprises pour assurer les autres Trans-Europ-Express ainsi que des trains directs importants. En tout, 266 voitures à compartiments et 99 à couloir central seront produites, avec quelques variations, jusque 1975. Certaines sont encore en service sur des InterCity à l’heure actuelle.
Caractéristiques :
- Longueur : 26,40 m
- Vitesse maximale : 160 km/h

## Littérature et cinématographie
- Le Rheingold sert de décor dans le film homonyme de Niklaus Schilling sorti en 1978.
- Dans la littérature de bande dessinée, Roger Leloup, dans une aventure de Yoko Tsuno, imagina en 1993 une aventure dans le décor prestigieux du TEE Rheingold : « L'Or du Rhin »[5],[6].